# Риль, Николаус
Никола́й Васи́льевич Риль (нем. Nikolaus Riehl, 11 (24) мая 1901, Санкт-Петербург — 2 августа 1990, Мюнхен) — немецкий и советский физик и радиохимик, участник советского атомного проекта, Герой Социалистического Труда (1949). Лауреат Сталинской премии первой степени.

## Биография
Николай Васильевич Риль родился в Санкт-Петербурге в 1901 году. Его мать, урождённая Каган, вышла из семьи принявших православие евреев, отец — немец, инженер, работающий на фирме «Сименс и Гальске». Николай с детства владел свободно русским и немецким языками.

### Учёба и начало научной карьеры
Учился на реальном отделении известной немецкой школы Петришуле c 1917 по 1919 год. С 1920 по 1927 год он учился в Ленинградском политехническом институте имени М. И. Калинина, затем — в Берлинском университете имени Гумбольдта. В 1927 году защитил в университете в Берлине диссертацию по радиохимии на тему «Использование счётчиков Мюллера — Гейгера для спектроскопии бета-излучения» . Его научными руководителями были физик-ядерщик Лиза Мейтнер и радиохимик Отто Ган.
С 1927 года он начал свою трудовую деятельность в промышленности на предприятии «Ауэргезельшафт»; сначала занимал пост начальника лаборатории оптической техники, затем возглавил научный отдел всего предприятия. Изобретатель люминесцентной лампы.

### Работа в СССР
«Ещё в 1943 году он получил семь тонн металлического урана». После окончания Второй мировой войны работал в советской атомной программе.
C 1945 по 1950 год Риль возглавлял производство металлического урана на заводе № 12 в Электростали. С ним также работали другие физики-атомщики А. Барони, Г. Борн, А. Кач, В. Кирст, Н. Е. Ортманн, Прцубилла, Г. Шмитц, Г. Тиме, Тобейн, В. Зоммерфельдт, Г. Вирц, К. Циммер. В последнем квартале 1946 года завод поставлял Курчатовской лаборатории № 2 почти по 3 тонны металлического урана в неделю; в конце 1950 года завод производил уже 1 тонну урана в день.
После испытания 29 августа 1949 года Л. П. Берия представил 33 участников проекта к званию Героя Социалистического Труда, и 52 — к крупным денежным премиям. Среди награждённых Риль был единственным иностранцем, да к тому же заключённым. Награждённые руководители и деятели науки направили Сталину благодарственное письмо (18 ноября 1949 года):

Горячо благодарим Вас за высокую оценку нашей работы, которой Партия, Правительство и лично Вы удостоили нас.

Последовательность имён тех, кто подписал это письмо, в основном соответствует значимости занимаемых должностей и в определённой мере указывает на вклад в развитие атомного проекта:
Л. П. Берия, И. В. Курчатов, Ю. Б. Харитон, Б. Л. Ванников, А. А. Бочвар, А. П. Виноградов, А. П. Завенягин, Н. А. Доллежаль, М. Г. Первухин, Е. П. Славский, Б. В. Громов, Б. А. Никитин, В. А. Махнёв, И. И. Черняев, В. С. Фурсов, С. Л. Соболев, А. С. Александров, Я. Б. Зельдович, П. М. Зернов, К. И. Щёлкин, Н. Л. Духов, В. И. Алфёров, А. Н. Фрумкин, Н. Н. Семёнов, Л. Д. Ландау, М. А. Садовский, И. Г. Петровский, А. Н. Тихонов, А. Н. Каллистов, Ю. Н. Голованов, В. Б. Шевченко.
В левом верхнем углу документа — начертанное красным карандашом замечание и автограф И. В. Сталина: «Где Риль (немец)?». Подписи Николауса не было.
С 1950 года и до отъезда в Германию в 1955 году он был невыездным и в период 1950—1952 годов являлся научным руководителем работ по радиационной химии и радиобиологии на объекте НКВД «Б» на базе санатория Сунгуль (сегодня на территории Снежинска).
Из Постановления СМ СССР № 2857-1145cc/оп от 1 июля 1950 г. «О работе научно-исследовательских институтов…»

О работе Лаборатории «Б». Назначить директором Лаборатории «Б» полковника Уральца А. К., научным руководителем Лаборатории «Б» доктора Риля Н. В. Возложить на Лабораторию «Б»:
 а) изучение воздействия на живой организм радиоактивных излучений;

 б) изучение отравляющего действия искусственных радиоактивных веществ при различных способах введения их в организм;

 в) разработку способов защиты от радиоактивного излучения и радиоактивных отравляющих веществ.

 (Основные исполнители: проф. Тимофеев-Ресовский, доктор Кач, доктор Менке);

 г) изучение возможности использования радиоактивных веществ в сельском хозяйстве.

 (Основные исполнители: проф. Тимофеев-Ресовский, доктор Борн);

 д) разработку методов выделения радиоактивных элементов из производственных растворов.

 (Основные исполнители: проф. Вознесенский, научные сотрудники Анохин, Полянский);

 е) разработку способов очистки поверхностей производственных аппаратов от радиоактивных осадков.

 (Основные исполнители: проф. Вознесенский, научный сотрудник Полянский).

С весны 1952 года находился на «карантине» в Сухуми, символически работая в Сухумском физтехе, здесь были проведены его первые исследования по физике твёрдого тела. Для возвращения немецких учёных в Германию КГБ по согласованию с правительством ГДР составило список А из 18 человек, которые обязаны бы были вернуться только в ГДР. Вся группа Риля входила в этот список.

### Возвращение в Германию
В апреле 1955 года советские власти позволили Рилю вернуться в Германию; 4 недели он находился в ГДР, в Восточном Берлине; затем сознательно перебрался в Западную Германию и в 1955 году был принят научным сотрудником в Мюнхенский технический университет на Исследовательский ядерный реактор; стал одним из создателей первого атомного реактора в ФРГ. В 1961 году получил место ординарного профессора технической физики и продолжил исследования в области физики твёрдого тела, в области физики льда и оптической спектроскопии твёрдого тела.

## Награды и признание
- Лауреат Сталинской премии (1949);
- Герой Социалистического Труда (1949, с вручением ордена Ленина).

## Мемуары
В 1988 году в издательстве «Ридберг» в Германии под названием «10 лет в золотой клетке» вышла книга воспоминаний Н. Риля (в неё вошли 58 исторических фотографий).

## Память
В сентябре 2011 года вышла книга о Николаусе Риле, подготовленная сотрудниками Российского федерального ядерного центра, и была переведена и впервые издана на русском языке книга воспоминаний учёного.